# Pandémie de Covid-19 en Tunisie
Pour des articles plus généraux, voir Pandémie de Covid-19 en Afrique et Pandémie de Covid-19.
La pandémie de Covid-19 en Tunisie démarre officiellement le 2 mars 2020. À la date du 11 décembre 2022, le bilan est de 29 272 morts. L'ensemble des 24 gouvernorats sont touchés.

## Mesures de protection
Dix Tunisiens fuyant Wuhan en raison de l'épidémie de coronavirus, sont rapatriés en compagnie d'Algériens, de Libyens et de Mauritaniens grâce à un avion algérien. Ils atterrissent le 3 février 2020 à l'aéroport d'Alger puis sont rapatriés à bord d'un avion militaire vers la Tunisie, où ils sont placés en quarantaine.
Le 9 mars 2020, à la suite d'un conseil de sécurité national présidé par le président de la République Kaïs Saïed, des mesures ont été annoncées : la limitation des transports avec l'Italie et la suspension des cours dans tous les établissements scolaires et universitaires à partir du 12 mars.
Le 13 mars, le chef du gouvernement Elyes Fakhfakh annonce le passage au niveau 2 avec la fermeture des cafés, restaurants et discothèques à partir de 16 heures, la suspension des prières collectives et l'annulation des congrès et des manifestations culturelles. Les compétitions sportives quant à elles doivent se dérouler à huis clos. Les frontières maritimes sont fermées et les liaisons aériennes interrompues avec l'Italie et limitées avec la France, l'Égypte, l'Espagne, le Royaume-Uni et l'Allemagne. Par ailleurs, toute personne entrant sur le territoire doit s'isoler pendant quatorze jours.
Le 15 mars, il est annoncé la venue de médecins chinois pour travailler en Tunisie. Des stocks de gels antibactériens et des masques de protection seront aussi fournis par la Chine.
Le 16 mars, Fakhfakh annonce des mesures supplémentaires à partir du 18 mars, comme la fermeture des frontières terrestres et aériennes, l'interdiction des rassemblements, la fermeture des souks et des hammams et la mise en place d'un régime à séance unique (deux fois cinq heures par jour).
Le 17 mars 2020, Kaïs Saïed décrète le couvre-feu à partir du 18 mars, de 18 heures à 6 heures, sur tout le territoire national. Le 20 mars, il annonce dans une allocution télévisée un confinement total ainsi que l'interdiction de tous déplacements entre les agglomérations,,.
Le 16 avril, la Tunisie réceptionne une cargaison d'équipements médicaux venue de Chine, opération renouvelée le 14 mai et le 3 juin.
Le 19 avril, Elyes Fakhfakh déclare, lors d'une interview accordée à la Télévision tunisienne 1, que le confinement sera allégé à partir du 4 mai.
Le 28 avril, un hôpital militaire mobile est installé à Kébili afin de décharger les hôpitaux de la région et de procéder à plus de dépistages.
L'État débloque trois milliards de dinars (environ un milliard d'euros) afin de financer un plan d'aide pour soutenir les entreprises et les plus pauvres. Cependant, ces mesures seraient insuffisantes, notamment pour les plus pauvres et les travailleurs du secteur informel qui ne peuvent cesser le travail du jour au lendemain. Dans certaines villes, des habitants manifestent contre les autorités, malgré l'instauration du confinement, pour dénoncer le manque de nourriture.
Le 2 mai, le Qatar envoie un hôpital de campagne à Douz dans le gouvernorat de Kébili. Le même jour, un laboratoire mobile militaire est installé à Douz afin de procéder à davantage de dépistages.
À partir du 4 mai débute la première des trois phases de déconfinement progressif décrété par le gouvernement, qui planifie de redémarrer l'économie progressivement entre le 4 mai et le 14 juin, et ce en fonction de l'évolution de la pandémie dans le pays.
Le 8 mai, la Turquie envoie un avion chargé d'aides médicales à la Tunisie ainsi qu'à la Libye qui atterrit à l'aéroport international de Djerba-Zarzis.

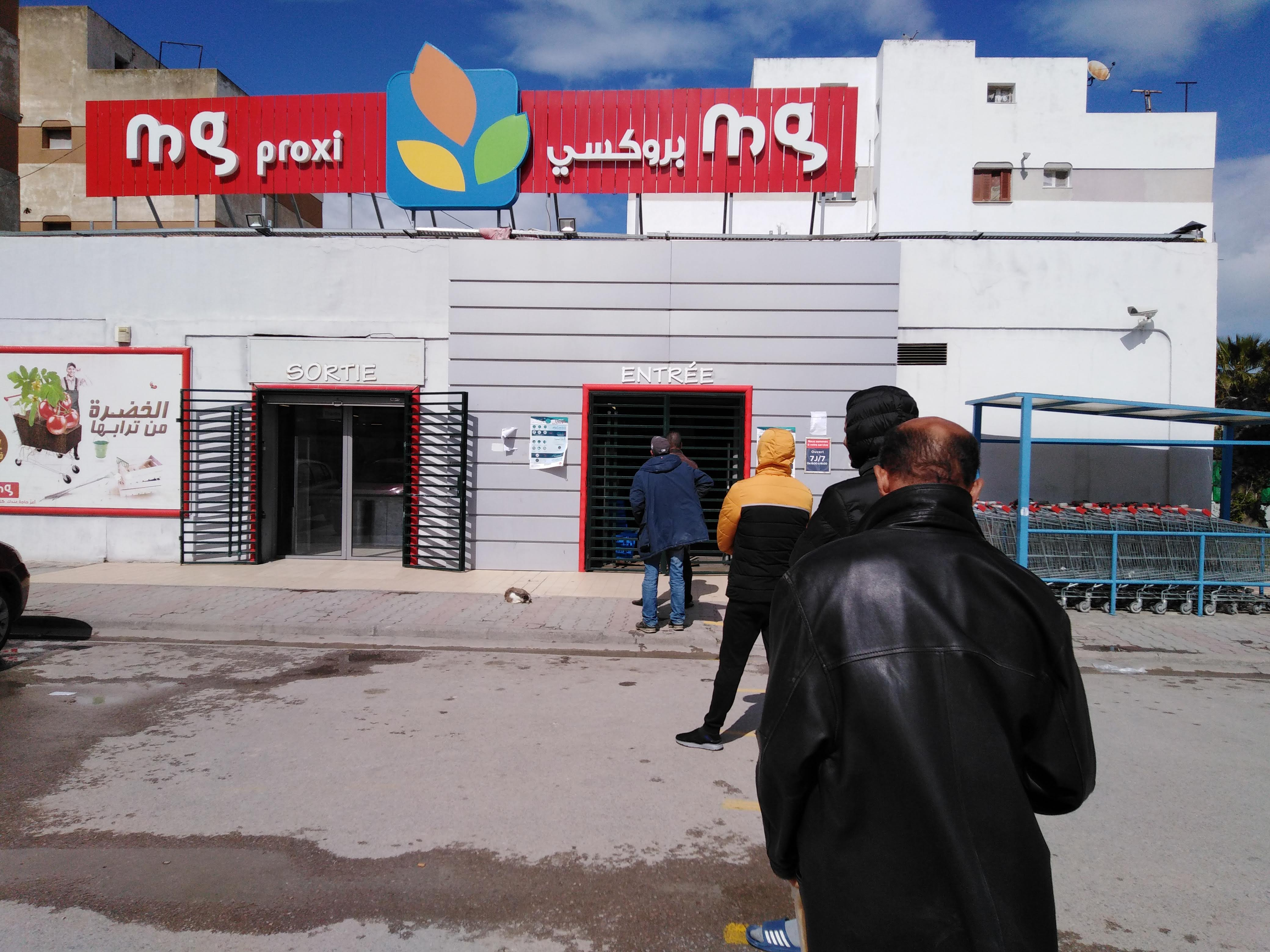
File devant un Magasin général à Mégrine.

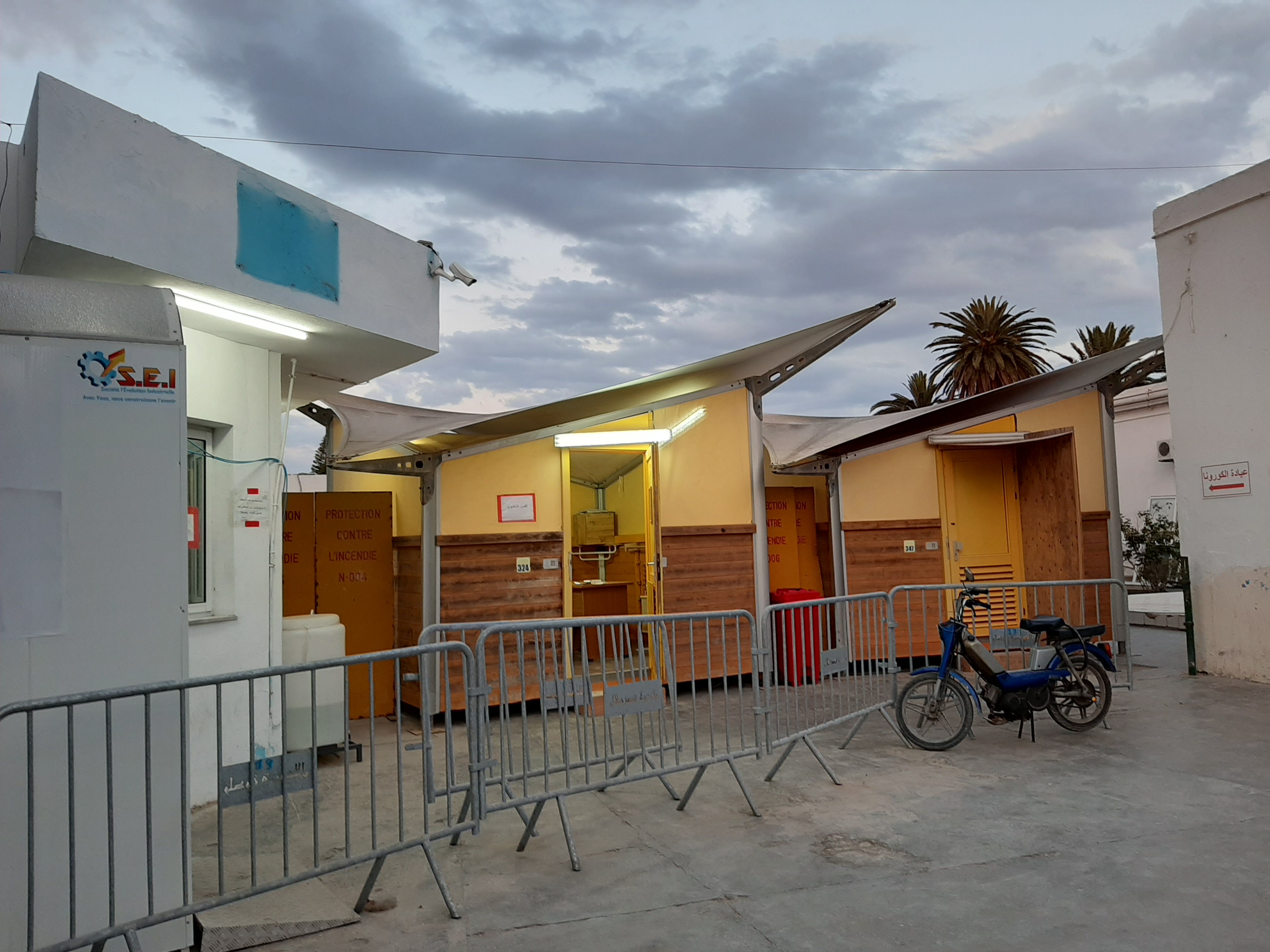
Installation provisoire d'un circuit Covid-19 à l'hôpital régional Haj Ali Soua de Ksar Hellal.

Le 11 mai, l'Organisation mondiale de la santé fait don d'un million de dollars afin de fournir des équipements médicaux de protection et des tests de dépistages à la Tunisie.
Le 13 mai, le président Kaïs Saïed décrète un allègement du couvre-feu, passant de 18 heures-6 heures à 23 heures-5 heures. Le même jour, un hôpital de campagne de 85 lits dont quatre de réanimation est officiellement inauguré au Palais des sports d'El Menzah.
Le 17 mai, la Turquie envoie un deuxième avion rempli d'aides médicales à la Tunisie qui atterrit à l'aéroport de Tunis. Le même jour, le ministre de la Santé ainsi que le gouverneur de Gafsa décident de mettre en quarantaine un quartier de Métlaoui après que plusieurs contaminations y soient apparues. Une campagne de dépistage est mise en place dans ce quartier après l'apparition de six cas positifs.
Dès le 18 mai, des drones sont déployés dans les rues afin de prendre la température des passants.
Le 19 mai, l'Allemagne fait don de matériel de protection pour les gouvernorats de Nabeul, Zaghouan, Siliana, Le Kef, Kairouan et Sidi Bouzid.
Du 21 mai au 26 mai, les autorisations d'entrée et de sortie dans le gouvernorat de Kasserine sont suspendues sur arrêté du gouverneur ; il en est de même du 22 mai au 25 mai dans le gouvernorat de Gafsa.
Le 23 mai, un laboratoire d'analyse de la Covid-19 est mis en place à Gafsa.
À partir du 26 mai, 2 000 tests rapides sont mis en place dans les gouvernorats de Kébili, Tunis, La Manouba, l'Ariana, Tataouine, Médenine, Ben Arous, Sousse et Gafsa au profit des élèves et des cadres éducatifs afin d'assurer la reprise des cours.
Le 4 juin, les cafés, salons de thé, restaurants, musées et lieux de cultes sont autorisés à rouvrir dans le pays tout en respectant les gestes barrières. Toutefois, dès le 26 mai, les jardins d'enfants ainsi que les crèches sont autorisés à reprendre du service à 50 % de leurs capacités. Le même jour, les cafés et les restaurants sont autorisés à servir des plats et des cafés aux clients mais seulement à emporter.
Dès le 14 juin, les salles de fête et les hammams rouvrent tout en respectant le protocole sanitaire établi par le ministère de la Santé.
Du 29 mars au 29 mai, 24 812 ressortissants tunisiens sont rapatriés dont 17 802 par voie aérienne et 7 010 par voie terrestre.
Le 8 juin, le président Saïed annonce la levée du couvre-feu.
Le 9 juin, le Japon fait don de 13 millions de dinars à la Tunisie, afin d'acquérir du matériel médical.
Le 10 juin, une campagne de dépistages d'environ 500 tests est mise en place à Djerba, tous revenants négatifs.
Dès le 14 juin, les salles de cinéma du pays rouvrent leurs portes au public tout en respectant le protocole sanitaire.
Le 15 juin, une campagne de dépistages est mise en place dans la ville d'El Golâa dans le gouvernorat de Kébili, après la détection la veille d'un cas local.
Le 17 juin, une campagne de dépistages massifs est mise en place à Menzel Temime dans le gouvernorat de Nabeul, après qu'une porteuse du virus ait assisté à un mariage et visité un restaurant à Hammamet. Le même jour, l'Allemagne fait don d'une cargaison d'équipements médicaux à la Tunisie qui est réceptionnée à l'aéroport de Tunis.
Le 19 juin, 140 détenus d'une prison du Kef sont testés après qu'un détenu y soit testé positif. Le lendemain, une campagne de dépistages est mise en place à Kasserine après que quatre personnes de nationalité ivoirienne soient testés positifs après avoir franchi la frontière tunisienne.
Le 24 juin, la France fait don d'une livraison de matériel médical à la Tunisie.
Le 27 juin, le gouvernorat de Tozeur met en place un protocole sanitaire aux postes frontaliers avec l'Algérie à la suite de la réouverture des frontières terrestres et aériennes du pays, les voyageurs venant du pays voisin étant soumis au confinement obligatoire.
Le 28 juin, le gouvernorat de Béja décide de réinstaurer les procédures de la première phase du confinement dans la délégation de Nefza après qu'un homme testé positif ait fréquenté une mosquée de la ville de Ouchtata. Le même jour, le ministre de la Santé Abdellatif Mekki annonce que la valeur des dons des citoyens dans le cadre du soutien contre le coronavirus s'élève à 250 millions de dinars tunisiens.
Le 2 juillet, le Koweït fait don de 5 millions de dinars à la Tunisie afin d'acquérir des équipements médicaux, du matériel pour les laboratoires et de mettre en place des circuits Covid-19 dans les hôpitaux.
Le 27 juillet, les États-Unis font don d'équipements médicaux aux hôpitaux de Tabarka et du Kef.
À partir du 31 juillet, six laboratoires d'analyse sont mis en place à Kairouan après un rebond des cas de Covid-19 dans la ville.
Le 14 août, le gouverneur de Gabès décide de boucler la ville d'El Hamma à la suite de nombreux cas. Le président Kaïs Saïed ordonne l'installation d'un hôpital militaire dans la ville afin de décharger les hôpitaux de la région et de procéder à plus de tests. Le 21 août, le gouverneur décrète un couvre-feu sur la ville d'El Hamma de 17 heures à 5 heures pour une durée d'une semaine.
Le 22 août, la municipalité de Kairouan interdit les marchés hebdomadaires afin de limiter la propagation du virus.
Le 23 août, une campagne de dépistages massifs est mise en place à Jendouba auprès de travailleurs d'une usine, après qu'une travailleuse ait été testée positive.
Le 25 août, une usine de Ben Arous ferme ses portes après que cinquante travailleurs aient été contaminés, une campagne de dépistages massifs étant mise en place dans l'usine car le nombre de travailleurs est de 1 300.
Le 26 août, le couvre-feu dans la ville d'El Hamma est prolongé d'une semaine. Le même jour, les mariages dans le gouvernorat de Kasserine sont interdits.
Le 27 août, une campagne de désinfection des rues de la ville de Dehiba dans le gouvernorat de Tataouine est menée par l'armée afin de lutter contre le virus. Le même jour, un couvre-feu est décrété dans la ville du Kef. La municipalité de Carthage décide d'interdire les spectacles et manifestations culturelles afin de lutter contre le virus.
Le 28 août, le gouverneur de Nabeul décide de fermer le marché hebdomadaire de la ville de Soliman après l'apparition de plusieurs cas dans la ville. Le même jour, l'Observatoire national des maladies nouvelles et émergentes classe en zones rouges les gouvernorats de Gabès, Tunis, Nabeul, Jendouba, Tataouine, Médenine, Sousse, Kairouan, Ben Arous, La Manouba, L'Ariana, Sfax, Kébili, Kasserine, Mahdia et du Kef.
Le 29 août, le gouverneur de Kasserine décide d'interdire les marchés hebdomadaires ainsi que l'accès aux hammams dans tout le gouvernorat.
Le 31 août, cinquante ouvriers d'une usine de Sousse sont placés en quarantaine après plusieurs contaminations parmi les travailleurs.
Le 3 septembre, la municipalité d'El Ksar dans le gouvernorat de Gafsa décide d'interdire les manifestations culturelles, marchés hebdomadaires et mariages après plusieurs contamination dans la ville. Le même jour, le couvre-feu dans la ville d'El Hamma est levé.
Le 29 octobre, le gouvernement Mechichi annonce de nouvelles mesures pour endiguer la progression rapide du virus dans le pays dont un couvre-feu national, la fermeture des cafés et des restaurants à 16 h, la suspension de toutes les activités privées et publiques ainsi que les rassemblements, la suspension des cours dans les écoles, collèges, lycées et universités et la suspension des prières dans les mosquées.
Le ministère de la Santé décide le 12 janvier d'imposer un confinement général de quatre jours pour limiter la propagation de la pandémie qui atteint des records, entraînant une situation « très dangereuse ».

## Développement du virus

Nombre de cas (bleu) et nombre de morts (rouge) en échelle logarithmique.

Nombre de cas en Tunisie depuis le début de l'épidémie.

Nombre de morts en Tunisie depuis le début de l'épidémie.

| Gouvernorat                                                               | Cas positifs | Décès | Guérisons | Cas actifs |
| ------------------------------------------------------------------------- | ------------ | ----- | --------- | ---------- |
| Tunis                                                                     | 1 520        | 19    | 306       | 1 195      |
| Ben Arous                                                                 | 1 183        | 12    | 138       | 1 033      |
| Gabès                                                                     | 1 114        | 17    | 315       | 782        |
| Sousse                                                                    | 943          | 26    | 169       | 748        |
| Monastir                                                                  | 781          | 4     | 75        | 702        |
| Ariana                                                                    | 533          | 11    | 152       | 370        |
| Kef                                                                       | 461          | 3     | 176       | 282        |
| Sfax                                                                      | 428          | 10    | 101       | 317        |
| Nabeul                                                                    | 423          | 1     | 60        | 362        |
| Médenine                                                                  | 308          | 10    | 166       | 132        |
| Kairouan                                                                  | 274          | 6     | 90        | 178        |
| Kébili                                                                    | 233          | 2     | 126       | 105        |
| Bizerte                                                                   | 231          | 3     | 55        | 173        |
| Manouba                                                                   | 218          | 6     | 56        | 156        |
| Tataouine                                                                 | 185          | 6     | 82        | 97         |
| Jendouba                                                                  | 172          | 3     | 28        | 141        |
| Sidi Bouzid                                                               | 162          | 5     | 30        | 127        |
| Mahdia                                                                    | 115          | 2     | 66        | 47         |
| Zaghouan                                                                  | 91           | 4     | 10        | 77         |
| Gafsa                                                                     | 90           | 1     | 69        | 20         |
| Kasserine                                                                 | 87           | 1     | 60        | 26         |
| Béja                                                                      | 77           | 2     | 20        | 55         |
| Siliana                                                                   | 62           | 0     | 23        | 39         |
| Tozeur                                                                    | 45           | 1     | 13        | 31         |
| Total                                                                     | 9 736        | 155   | 2 386     | 7 195      |
| Source : Ministère de la Santé Mise à jour le 20 septembre 2020 à 13 h 26 |              |       |           |            |

### Nombre de cas
| Cas de Covid-19 recensés en Tunisie | Cas de Covid-19 recensés en Tunisie | Cas de Covid-19 recensés en Tunisie | Cas de Covid-19 recensés en Tunisie | Cas de Covid-19 recensés en Tunisie |
| --- | ----------------------------------- | ----------------------------------- | ----------------------------------- | ----------------------------------- |
| morts guérisons cas avérés Mars-2020 Mars-2020 Avril-2020 Avril-2020 Mai-2020 Mai-2020 Juin-2020 Juin-2020 Juillet-2020 Juillet-2020 Août-2020 Août-2020 Septembre-2020 Septembre-2020 Octobre-2020 Octobre-2020 Novembre-2020 Novembre-2020 Décembre-2020 Décembre-2020 Janvier-2021 Janvier-2021 Février-2021 Février-2021 Mars-2021 Mars-2021 |                                     |                                     |                                     |                                     |
| Date |                                     |                                     | Nombre de cas*                      |                                     |
| 2 mars 2020 | 2 mars 2020                         |                                     | 1                                   | 1                                   |
| ⢸ | ⢸                                   |                                     | ⢸                                   | ⢸                                   |
| 8 mars 2020 | 8 mars 2020                         |                                     | 2 (+100 %)                          | 2 (+100 %)                          |
| 9 mars 2020 | 9 mars 2020                         |                                     | 5 (+150 %)                          | 5 (+150 %)                          |
| 10 mars 2020 | 10 mars 2020                        |                                     | 6 (+20 %)                           | 6 (+20 %)                           |
| 11 mars 2020 | 11 mars 2020                        |                                     | 7 (+16 %)                           | 7 (+16 %)                           |
| 12 mars 2020 | 12 mars 2020                        |                                     | 13 (+85 %)                          | 13 (+85 %)                          |
| 13 mars 2020 | 13 mars 2020                        |                                     | 16 (+23 %)                          | 16 (+23 %)                          |
| 14 mars 2020 | 14 mars 2020                        |                                     | 18 (+12 %)                          | 18 (+12 %)                          |
| Dimanche 15 mars 2020 : fermeture des lieux publics à partir de quatre heures du soir (suivie d'un couvre-feu et de la fermeture des frontières) |                                     |                                     |                                     |                                     |
| 15 mars 2020 | 15 mars 2020                        |                                     | 20 (+11 %)                          | 20 (+11 %)                          |
| 16 mars 2020 | 16 mars 2020                        |                                     | 24 (+20 %)                          | 24 (+20 %)                          |
| 17 mars 2020 | 17 mars 2020                        |                                     | 25 (+20 %)                          | 25 (+20 %)                          |
| 18 mars 2020 | 1†                                  |                                     | 39 (+34 %)                          | 39 (+34 %)                          |
| 19 mars 2020 | 1†                                  |                                     | 54 (+38 %)                          | 54 (+38 %)                          |
| 20 mars 2020 | 1†                                  |                                     | 60 (+11 %)                          | 60 (+11 %)                          |
| 21 mars 2020 | 3†                                  |                                     | 75 (+25 %)                          | 75 (+25 %)                          |
| Dimanche 22 mars 2020 : début du confinement |                                     |                                     |                                     |                                     |
| 22 mars 2020 | 3†                                  |                                     | 89 (+18 %)                          | 89 (+18 %)                          |
| 23 mars 2020 | 3†                                  |                                     | 114 (+28 %)                         | 114 (+28 %)                         |
| 24 mars 2020 | 5†                                  |                                     | 173 (+51 %)                         | 173 (+51 %)                         |
| 25 mars 2020 | 5†                                  |                                     | 197 (+13 %)                         | 197 (+13 %)                         |
| 26 mars 2020 | 6†                                  |                                     | 227 (+15 %)                         | 227 (+15 %)                         |
| 27 mars 2020 | 8†                                  |                                     | 278 (+22 %)                         | 278 (+22 %)                         |
| 28 mars 2020 | 8†                                  |                                     | 312 (+12 %)                         | 312 (+12 %)                         |
| 29 mars 2020 | 9†                                  |                                     | 362 (+16 %)                         | 362 (+16 %)                         |
| 30 mars 2020 | 10†                                 |                                     | 394 (+11 %)                         | 394 (+11 %)                         |
| 31 mars 2020 | 12†                                 |                                     | 423 (+7 %)                          | 423 (+7 %)                          |
| 1er avril 2020 | 14†                                 |                                     | 455 (+7 %)                          | 455 (+7 %)                          |
| 2 avril 2020 | 18†                                 |                                     | 495 (+9 %)                          | 495 (+9 %)                          |
| 3 avril 2020 | 19†                                 |                                     | 553 (+12 %)                         | 553 (+12 %)                         |
| 4 avril 2020 | 22†                                 |                                     | 574 (+4 %)                          | 574 (+4 %)                          |
| 5 avril 2020 | 22†                                 |                                     | 596 (+4 %)                          | 596 (+4 %)                          |
| 6 avril 2020 | 23†                                 |                                     | 623 (+4 %)                          | 623 (+4 %)                          |
| 7 avril 2020 | 24†                                 |                                     | 628 (+1 %)                          | 628 (+1 %)                          |
| 8 avril 2020 | 25†                                 |                                     | 643 (+2 %)                          | 643 (+2 %)                          |
| 9 avril 2020 | 25†                                 |                                     | 671 (+4 %)                          | 671 (+4 %)                          |
| 10 avril 2020 | 28†                                 |                                     | 685 (+2 %)                          | 685 (+2 %)                          |
| 11 avril 2020 | 31†                                 |                                     | 707 (+3 %)                          | 707 (+3 %)                          |
| 12 avril 2020 | 34†                                 |                                     | 726 (+3 %)                          | 726 (+3 %)                          |
| 13 avril 2020 | 34†                                 |                                     | 747 (+3 %)                          | 747 (+3 %)                          |
| 14 avril 2020 | 35†                                 |                                     | 780 (+4 %)                          | 780 (+4 %)                          |
| 15 avril 2020 | 37†                                 |                                     | 822 (+5 %)                          | 822 (+5 %)                          |
| 16 avril 2020 | 37†                                 |                                     | 864 (+5 %)                          | 864 (+5 %)                          |
| 17 avril 2020 | 37†                                 |                                     | 866 (+0 %)                          | 866 (+0 %)                          |
| 18 avril 2020 | 38†                                 |                                     | 879 (+1 %)                          | 879 (+1 %)                          |
| 19 avril 2020 | 38†                                 |                                     | 884 (+0 %)                          | 884 (+0 %)                          |
| 20 avril 2020 | 38†                                 |                                     | 901 (+2 %)                          | 901 (+2 %)                          |
| 21 avril 2020 | 38†                                 |                                     | 909 (+1 %)                          | 909 (+1 %)                          |
| 22 avril 2020 | 38†                                 |                                     | 918 (+1 %)                          | 918 (+1 %)                          |
| 23 avril 2020 | 38†                                 |                                     | 922 (+0 %)                          | 922 (+0 %)                          |
| 24 avril 2020 | 38†                                 |                                     | 939 (+2 %)                          | 939 (+2 %)                          |
| 25 avril 2020 | 38†                                 |                                     | 949 (+1 %)                          | 949 (+1 %)                          |
| 26 avril 2020 | 39†                                 |                                     | 967 (+2 %)                          | 967 (+2 %)                          |
| 27 avril 2020 | 40†                                 |                                     | 975 (+1 %)                          | 975 (+1 %)                          |
| 28 avril 2020 | 40†                                 |                                     | 980 (+0 %)                          | 980 (+0 %)                          |
| 29 avril 2020 | 41†                                 |                                     | 994 (+1 %)                          | 994 (+1 %)                          |
| 30 avril 2020 | 41†                                 |                                     | 998 (+0 %)                          | 998 (+0 %)                          |
| 1er mai 2020 | 42†                                 |                                     | 1 009 (+1 %)                        | 1 009 (+1 %)                        |
| 2 mai 2020 | 42†                                 |                                     | 1 013 (+0 %)                        | 1 013 (+0 %)                        |
| 3 mai 2020 | 43†                                 |                                     | 1 018 (+0 %)                        | 1 018 (+0 %)                        |
| Lundi 4 mai 2020 : début du confinement ciblé |                                     |                                     |                                     |                                     |
| 4 mai 2020 | 43†                                 |                                     | 1 022 (+0 %)                        | 1 022 (+0 %)                        |
| 5 mai 2020 | 43†                                 |                                     | 1 025 (+0 %)                        | 1 025 (+0 %)                        |
| 6 mai 2020 | 44†                                 |                                     | 1 026 (+0 %)                        | 1 026 (+0 %)                        |
| 7 mai 2020 | 45†                                 |                                     | 1 030 (+0 %)                        | 1 030 (+0 %)                        |
| 8 mai 2020 | 45†                                 |                                     | 1 032 (+0 %)                        | 1 032 (+0 %)                        |
| 9 mai 2020 | 45†                                 |                                     | 1 032 (+0 %)                        | 1 032 (+0 %)                        |
| 10 mai 2020 | 45†                                 |                                     | 1 032 (+0 %)                        | 1 032 (+0 %)                        |
| 11 mai 2020 | 45†                                 |                                     | 1 032 (+0 %)                        | 1 032 (+0 %)                        |
| 12 mai 2020 | 45†                                 |                                     | 1 032 (+0 %)                        | 1 032 (+0 %)                        |
| 13 mai 2020 | 45†                                 |                                     | 1 032 (+0 %)                        | 1 032 (+0 %)                        |
| 14 mai 2020 | 45†                                 |                                     | 1 035 (+0 %)                        | 1 035 (+0 %)                        |
| 15 mai 2020 | 45†                                 |                                     | 1 037 (+0 %)                        | 1 037 (+0 %)                        |
| 16 mai 2020 | 45†                                 |                                     | 1 037 (+0 %)                        | 1 037 (+0 %)                        |
| 17 mai 2020 | 46†                                 |                                     | 1 043 (+0 %)                        | 1 043 (+0 %)                        |
| 18 mai 2020 | 47†                                 |                                     | 1 044 (+0 %)                        | 1 044 (+0 %)                        |
| 19 mai 2020 | 47†                                 |                                     | 1 045 (+0 %)                        | 1 045 (+0 %)                        |
| 20 mai 2020 | 47†                                 |                                     | 1 046 (+0 %)                        | 1 046 (+0 %)                        |
| 21 mai 2020 | 47†                                 |                                     | 1 048 (+0 %)                        | 1 048 (+0 %)                        |
| 22 mai 2020 | 48†                                 |                                     | 1 048 (+0 %)                        | 1 048 (+0 %)                        |
| 23 mai 2020 | 48†                                 |                                     | 1 051 (+0 %)                        | 1 051 (+0 %)                        |
| 24 mai 2020 | 48†                                 |                                     | 1 051 (+0 %)                        | 1 051 (+0 %)                        |
| 25 mai 2020 | 48†                                 |                                     | 1 051 (+0 %)                        | 1 051 (+0 %)                        |
| 26 mai 2020 | 48†                                 |                                     | 1 068 (+2 %)                        | 1 068 (+2 %)                        |
| 27 mai 2020 | 48†                                 |                                     | 1 071 (+0 %)                        | 1 071 (+0 %)                        |
| 28 mai 2020 | 48†                                 |                                     | 1 076 (+0 %)                        | 1 076 (+0 %)                        |
| 29 mai 2020 | 48†                                 |                                     | 1 077 (+0 %)                        | 1 077 (+0 %)                        |
| 30 mai 2020 | 48†                                 |                                     | 1 084 (+0 %)                        | 1 084 (+0 %)                        |
| 31 mai 2020 | 48†                                 |                                     | 1 086 (+0 %)                        | 1 086 (+0 %)                        |
| 1er juin 2020 | 49†                                 |                                     | 1 087 (+0 %)                        | 1 087 (+0 %)                        |
| 2 juin 2020 | 49†                                 |                                     | 1 087 (+0 %)                        | 1 087 (+0 %)                        |
| 3 juin 2020 | 49†                                 |                                     | 1 087 (+0 %)                        | 1 087 (+0 %)                        |
| 4 juin 2020 | 49†                                 |                                     | 1 087 (+0 %)                        | 1 087 (+0 %)                        |
| 5 juin 2020 | 49†                                 |                                     | 1 087 (+0 %)                        | 1 087 (+0 %)                        |
| 6 juin 2020 | 49†                                 |                                     | 1 087 (+0 %)                        | 1 087 (+0 %)                        |
| 7 juin 2020 | 49†                                 |                                     | 1 087 (+0 %)                        | 1 087 (+0 %)                        |
| 8 juin 2020 | 49†                                 |                                     | 1 087 (+0 %)                        | 1 087 (+0 %)                        |
| 9 juin 2020 | 49†                                 |                                     | 1 087 (+0 %)                        | 1 087 (+0 %)                        |
| 10 juin 2020 | 49†                                 |                                     | 1 093 (+0.5 %)                      | 1 093 (+0.5 %)                      |
| 11 juin 2020 | 49†                                 |                                     | 1 094 (+0 %)                        | 1 094 (+0 %)                        |
| 12 juin 2020 | 49†                                 |                                     | 1 096 (+0 %)                        | 1 096 (+0 %)                        |
| 13 juin 2020 | 49†                                 |                                     | 1 110 (+1 %)                        | 1 110 (+1 %)                        |
| 14 juin 2020 | 49†                                 |                                     | 1 125 (+1 %)                        | 1 125 (+1 %)                        |
| 15 juin 2020 | 50†                                 |                                     | 1 128 (+0 %)                        | 1 128 (+0 %)                        |
| 16 juin 2020 | 50†                                 |                                     | 1 132 (+0 %)                        | 1 132 (+0 %)                        |
| 17 juin 2020 | 50†                                 |                                     | 1 146 (+1 %)                        | 1 146 (+1 %)                        |
| 18 juin 2020 | 50†                                 |                                     | 1 156 (+1 %)                        | 1 156 (+1 %)                        |
| 19 juin 2020 | 50†                                 |                                     | 1 157 (+0 %)                        | 1 157 (+0 %)                        |
| 20 juin 2020 | 50†                                 |                                     | 1 159 (+0 %)                        | 1 159 (+0 %)                        |
| 21 juin 2020 | 50†                                 |                                     | 1 159 (+0 %)                        | 1 159 (+0 %)                        |
| 22 juin 2020 | 50†                                 |                                     | 1 160 (+0 %)                        | 1 160 (+0 %)                        |
| 23 juin 2020 | 50†                                 |                                     | 1 162 (+0 %)                        | 1 162 (+0 %)                        |
| 24 juin 2020 | 50†                                 |                                     | 1 164 (+0 %)                        | 1 164 (+0 %)                        |
| 25 juin 2020 | 50†                                 |                                     | 1 168 (+0 %)                        | 1 168 (+0 %)                        |
| 26 juin 2020 | 50†                                 |                                     | 1 169 (+0 %)                        | 1 169 (+0 %)                        |
| Samedi 27 juin 2020 : réouverture de toutes les frontières |                                     |                                     |                                     |                                     |
| 27 juin 2020 | 50†                                 |                                     | 1 172 (+0 %)                        | 1 172 (+0 %)                        |
| 28 juin 2020 | 50†                                 |                                     | 1 174 (+0 %)                        | 1 174 (+0 %)                        |
| 29 juin 2020 | 50†                                 |                                     | 1 175 (+0 %)                        | 1 175 (+0 %)                        |
| 30 juin 2020 | 50†                                 |                                     | 1 178 (+0 %)                        | 1 178 (+0 %)                        |
| 1er juillet 2020 | 50†                                 |                                     | 1 181 (+0 %)                        | 1 181 (+0 %)                        |
| 2 juillet 2020 | 50†                                 |                                     | 1 186 (+0 %)                        | 1 186 (+0 %)                        |
| 3 juillet 2020 | 50†                                 |                                     | 1 188 (+0 %)                        | 1 188 (+0 %)                        |
| 4 juillet 2020 | 50†                                 |                                     | 1 199 (+1 %)                        | 1 199 (+1 %)                        |
| 5 juillet 2020 | 50†                                 |                                     | 1 205 (+1 %)                        | 1 205 (+1 %)                        |
| 6 juillet 2020 | 50†                                 |                                     | 1 199 (-0 %)                        | 1 199 (-0 %)                        |
| 7 juillet 2020 | 50†                                 |                                     | 1 205 (+1 %)                        | 1 205 (+1 %)                        |
| 8 juillet 2020 | 50†                                 |                                     | 1 221 (+1 %)                        | 1 221 (+1 %)                        |
| 9 juillet 2020 | 50†                                 |                                     | 1 231 (+1 %)                        | 1 231 (+1 %)                        |
| 10 juillet 2020 | 50†                                 |                                     | 1 240 (+1 %)                        | 1 240 (+1 %)                        |
| 11 juillet 2020 | 50†                                 |                                     | 1 245 (+0 %)                        | 1 245 (+0 %)                        |
| 12 juillet 2020 | 50†                                 |                                     | 1 263 (+1 %)                        | 1 263 (+1 %)                        |
| 13 juillet 2020 | 50†                                 |                                     | 1 302 (+3 %)                        | 1 302 (+3 %)                        |
| 14 juillet 2020 | 50†                                 |                                     | 1 306 (+0 %)                        | 1 306 (+0 %)                        |
| 15 juillet 2020 | 50†                                 |                                     | 1 319 (+1 %)                        | 1 319 (+1 %)                        |
| 16 juillet 2020 | 50†                                 |                                     | 1 327 (+1 %)                        | 1 327 (+1 %)                        |
| 17 juillet 2020 | 50†                                 |                                     | 1 336 (+1 %)                        | 1 336 (+1 %)                        |
| 18 juillet 2020 | 50†                                 |                                     | 1 348 (+1 %)                        | 1 348 (+1 %)                        |
| 19 juillet 2020 | 50†                                 |                                     | 1 374 (+2 %)                        | 1 374 (+2 %)                        |
| 20 juillet 2020 | 50†                                 |                                     | 1 381 (+1 %)                        | 1 381 (+1 %)                        |
| 21 juillet 2020 | 50†                                 |                                     | 1 389 (+1 %)                        | 1 389 (+1 %)                        |
| 22 juillet 2020 | 50†                                 |                                     | 1 394 (+0 %)                        | 1 394 (+0 %)                        |
| 23 juillet 2020 | 50†                                 |                                     | 1 406 (+1 %)                        | 1 406 (+1 %)                        |
| 24 juillet 2020 | 50†                                 |                                     | 1 425 (+1 %)                        | 1 425 (+1 %)                        |
| 25 juillet 2020 | 50†                                 |                                     | 1 443 (+1 %)                        | 1 443 (+1 %)                        |
| 26 juillet 2020 | 50†                                 |                                     | 1 452 (+1 %)                        | 1 452 (+1 %)                        |
| 27 juillet 2020 | 50†                                 |                                     | 1 455 (+0 %)                        | 1 455 (+0 %)                        |
| 28 juillet 2020 | 50†                                 |                                     | 1 468 (+1 %)                        | 1 468 (+1 %)                        |
| 29 juillet 2020 | 50†                                 |                                     | 1 488 (+1 %)                        | 1 488 (+1 %)                        |
| 30 juillet 2020 | 50†                                 |                                     | 1 514 (+2 %)                        | 1 514 (+2 %)                        |
| 31 juillet 2020 | 50†                                 |                                     | 1 535 (+1 %)                        | 1 535 (+1 %)                        |
| 1er août 2020 | 51†                                 |                                     | 1 552 (+1 %)                        | 1 552 (+1 %)                        |
| 2 août 2020 | 51†                                 |                                     | 1 561 (+1 %)                        | 1 561 (+1 %)                        |
| 3 août 2020 | 51†                                 |                                     | 1 565 (+0 %)                        | 1 565 (+0 %)                        |
| 4 août 2020 | 51†                                 |                                     | 1 584 (+1 %)                        | 1 584 (+1 %)                        |
| 5 août 2020 | 51†                                 |                                     | 1 601 (+1 %)                        | 1 601 (+1 %)                        |
| 6 août 2020 | 51†                                 |                                     | 1 642 (+3 %)                        | 1 642 (+3 %)                        |
| 7 août 2020 | 51†                                 |                                     | 1 656 (+1 %)                        | 1 656 (+1 %)                        |
| 8 août 2020 | 51†                                 |                                     | 1 678 (+1 %)                        | 1 678 (+1 %)                        |
| 9 août 2020 | 51†                                 |                                     | 1 697 (+1 %)                        | 1 697 (+1 %)                        |
| 10 août 2020 | 51†                                 |                                     | 1 717 (+1 %)                        | 1 717 (+1 %)                        |
| 11 août 2020 | 52†                                 |                                     | 1 738 (+1 %)                        | 1 738 (+1 %)                        |
| 12 août 2020 | 52†                                 |                                     | 1 780 (+2 %)                        | 1 780 (+2 %)                        |
| 13 août 2020 | 53†                                 |                                     | 1 847 (+4 %)                        | 1 847 (+4 %)                        |
| 14 août 2020 | 53†                                 |                                     | 1 903 (+3 %)                        | 1 903 (+3 %)                        |
| 15 août 2020 | 54†                                 |                                     | 2 023 (+6 %)                        | 2 023 (+6 %)                        |
| 16 août 2020 | 54†                                 |                                     | 2 107 (+4 %)                        | 2 107 (+4 %)                        |
| 17 août 2020 | 56†                                 |                                     | 2 158 (+2 %)                        | 2 158 (+2 %)                        |
| 18 août 2020 | 57†                                 |                                     | 2 314 (+7 %)                        | 2 314 (+7 %)                        |
| 19 août 2020 | 60†                                 |                                     | 2 427 (+5 %)                        | 2 427 (+5 %)                        |
| 20 août 2020 | 63†                                 |                                     | 2 543 (+5 %)                        | 2 543 (+5 %)                        |
| 21 août 2020 | 64†                                 |                                     | 2 607 (+3 %)                        | 2 607 (+3 %)                        |
| 22 août 2020 | 68†                                 |                                     | 2 738 (+5 %)                        | 2 738 (+5 %)                        |
| 23 août 2020 | 71†                                 |                                     | 2 818 (+3 %)                        | 2 818 (+3 %)                        |
| 24 août 2020 | 71†                                 |                                     | 2 893 (+3 %)                        | 2 893 (+3 %)                        |
| 25 août 2020 | 71†                                 |                                     | 3 069 (+6 %)                        | 3 069 (+6 %)                        |
| 26 août 2020 | 71†                                 |                                     | 3 206 (+4 %)                        | 3 206 (+4 %)                        |
| 27 août 2020 | 73†                                 |                                     | 3 323 (+4 %)                        | 3 323 (+4 %)                        |
| 28 août 2020 | 74†                                 |                                     | 3 461 (+4 %)                        | 3 461 (+4 %)                        |
| 29 août 2020 | 76†                                 |                                     | 3 572 (+3 %)                        | 3 572 (+3 %)                        |
| 30 août 2020 | 76†                                 |                                     | 3 685 (+3 %)                        | 3 685 (+3 %)                        |
| 31 août 2020 | 77†                                 |                                     | 3 803 (+3 %)                        | 3 803 (+3 %)                        |
| 1er septembre 2020 | 80†                                 |                                     | 3 963 (+4 %)                        | 3 963 (+4 %)                        |
| 2 septembre 2020 | 81†                                 |                                     | 4 196 (+6 %)                        | 4 196 (+6 %)                        |
| 3 septembre 2020 | 84†                                 |                                     | 4 394 (+5 %)                        | 4 394 (+5 %)                        |
| 4 septembre 2020 | 87†                                 |                                     | 4 542 (+3 %)                        | 4 542 (+3 %)                        |
| 5 septembre 2020 | 93†                                 |                                     | 4 776 (+5 %)                        | 4 776 (+5 %)                        |
| 6 septembre 2020 | 93†                                 |                                     | 5 041 (+6 %)                        | 5 041 (+6 %)                        |
| 7 septembre 2020 | 94†                                 |                                     | 5 124 (+2 %)                        | 5 124 (+2 %)                        |
| 8 septembre 2020 | 96†                                 |                                     | 5 417 (+6 %)                        | 5 417 (+6 %)                        |
| 9 septembre 2020 | 96†                                 |                                     | 5 417 (+0 %)                        | 5 417 (+0 %)                        |
| 10 septembre 2020 | 99†                                 |                                     | 5 882 (+9 %)                        | 5 882 (+9 %)                        |
| 11 septembre 2020 | 103†                                |                                     | 6 259 (+6 %)                        | 6 259 (+6 %)                        |
| 12 septembre 2020 | 107†                                |                                     | 6 635 (+6 %)                        | 6 635 (+6 %)                        |
| 13 septembre 2020 | 107†                                |                                     | 6 635 (+0 %)                        | 6 635 (+0 %)                        |
| 14 septembre 2020 | 117†                                |                                     | 7 382 (+11 %)                       | 7 382 (+11 %)                       |
| 15 septembre 2020 | 123†                                |                                     | 7 623 (+3 %)                        | 7 623 (+3 %)                        |
| 16 septembre 2020 | 129†                                |                                     | 8 100 (+6 %)                        | 8 100 (+6 %)                        |
| 17 septembre 2020 | 133†                                |                                     | 8 570 (+6 %)                        | 8 570 (+6 %)                        |
| 18 septembre 2020 | 133†                                |                                     | 8 570 (+0 %)                        | 8 570 (+0 %)                        |
| 19 septembre 2020 | 138†                                |                                     | 9 110 (+6 %)                        | 9 110 (+6 %)                        |
| 20 septembre 2020 | 159†                                |                                     | 10 732 (+18 %)                      | 10 732 (+18 %)                      |
| 21 septembre 2020 | 164†                                |                                     | 11 260 (+5 %)                       | 11 260 (+5 %)                       |
| 22 septembre 2020 | 164†                                |                                     | 11 260 (+0 %)                       | 11 260 (+0 %)                       |
| 23 septembre 2020 | 174†                                |                                     | 12 479 (+11 %)                      | 12 479 (+11 %)                      |
| 24 septembre 2020 | 180†                                |                                     | 13 305 (+7 %)                       | 13 305 (+7 %)                       |
| 25 septembre 2020 | 191†                                |                                     | 14 392 (+8 %)                       | 14 392 (+8 %)                       |
| 26 septembre 2020 | 191†                                |                                     | 14 392 (+0 %)                       | 14 392 (+0 %)                       |
| 27 septembre 2020 | 214†                                |                                     | 16 114 (+12 %)                      | 16 114 (+12 %)                      |
| 28 septembre 2020 | 214†                                |                                     | 16 114 (+0 %)                       | 16 114 (+0 %)                       |
| 29 septembre 2020 | 246†                                |                                     | 17 405 (+8 %)                       | 17 405 (+8 %)                       |
| 30 septembre 2020 | 265†                                |                                     | 18 413 (+6 %)                       | 18 413 (+6 %)                       |
| 1er octobre 2020 | 265†                                |                                     | 18 413 (+0 %)                       | 18 413 (+0 %)                       |
| 2 octobre 2020 | 271†                                |                                     | 19 721 (+7 %)                       | 19 721 (+7 %)                       |
| 3 octobre 2020 | 276†                                |                                     | 20 944 (+6 %)                       | 20 944 (+6 %)                       |
| 4 octobre 2020 | 321†                                |                                     | 22 230 (+6 %)                       | 22 230 (+6 %)                       |
| 5 octobre 2020 | 321†                                |                                     | 22 230 (+0 %)                       | 22 230 (+0 %)                       |
| 6 octobre 2020 | 321†                                |                                     | 22 230 (+0 %)                       | 22 230 (+0 %)                       |
| 7 octobre 2020 | 364†                                |                                     | 24 542 (+10 %)                      | 24 542 (+10 %)                      |
| 8 octobre 2020 | 409†                                |                                     | 26 899 (+10 %)                      | 26 899 (+10 %)                      |
| 9 octobre 2020 | 409†                                |                                     | 26 899 (+0 %)                       | 26 899 (+0 %)                       |
| 10 octobre 2020 | 456†                                |                                     | 31 259 (+16 %)                      | 31 259 (+16 %)                      |
| 11 octobre 2020 | 478†                                |                                     | 32 556 (+4%)                        | 32 556 (+4%)                        |
| 12 octobre 2020 | 478†                                |                                     | 32 556 (+0 %)                       | 32 556 (+0 %)                       |
| 13 octobre 2020 | 478†                                |                                     | 32 556 (+0 %)                       | 32 556 (+0 %)                       |
| 14 octobre 2020 | 512†                                |                                     | 34 790 (+7 %)                       | 34 790 (+7 %)                       |
| 15 octobre 2020 | 512†                                |                                     | 34 790 (+0 %)                       | 34 790 (+0 %)                       |
| 16 octobre 2020 | 512†                                |                                     | 34 790 (+0 %)                       | 34 790 (+0 %)                       |
| 17 octobre 2020 | 626†                                |                                     | 40 542 (+17 %)                      | 40 542 (+17 %)                      |
| 18 octobre 2020 | 626†                                |                                     | 40 542 (+0 %)                       | 40 542 (+0 %)                       |
| 19 octobre 2020 | 687†                                |                                     | 42 727 (+5 %)                       | 42 727 (+5 %)                       |
| 20 octobre 2020 | 711†                                |                                     | 44 450 (+4 %)                       | 44 450 (+4 %)                       |
| 21 octobre 2020 | 740†                                |                                     | 45 892 (+3 %)                       | 45 892 (+3 %)                       |
| 22 octobre 2020 | 740†                                |                                     | 45 892 (+0 %)                       | 45 892 (+0 %)                       |
| 23 octobre 2020 | 784†                                |                                     | 47 214 (+3 %)                       | 47 214 (+3 %)                       |
| 24 octobre 2020 | 819†                                |                                     | 48 799 (+3 %)                       | 48 799 (+3 %)                       |
| 25 octobre 2020 | 819†                                |                                     | 48 799 (+0 %)                       | 48 799 (+0 %)                       |
| 26 octobre 2020 | 983†                                |                                     | 52 399 (+7 %)                       | 52 399 (+7 %)                       |
| 27 octobre 2020 | 983†                                |                                     | 52 399 (+0 %)                       | 52 399 (+0 %)                       |
| 28 octobre 2020 | 1 153†                              |                                     | 54 278 (+4 %)                       | 54 278 (+4 %)                       |
| 29 octobre 2020 | 1 153†                              |                                     | 54 278 (+0 %)                       | 54 278 (+0 %)                       |
| 30 octobre 2020 | 1 253†                              |                                     | 58 029 (+7 %)                       | 58 029 (+7 %)                       |
| 31 octobre 2020 | 1 317†                              |                                     | 59 813 (+3 %)                       | 59 813 (+3 %)                       |
| 1er novembre 2020 | 1 348†                              |                                     | 61 115 (+2 %)                       | 61 115 (+2 %)                       |
| 2 novembre 2020 | 1 381†                              |                                     | 61 906 (+1 %)                       | 61 906 (+1 %)                       |
| 3 novembre 2020 | 1 483†                              |                                     | 63 126 (+2 %)                       | 63 126 (+2 %)                       |
| 4 novembre 2020 | 1 512†                              |                                     | 64 363 (+2 %)                       | 64 363 (+2 %)                       |
| 5 novembre 2020 | 1 577†                              |                                     | 66 334 (+3 %)                       | 66 334 (+3 %)                       |
| 6 novembre 2020 | 1 577†                              |                                     | 66 334 (+0 %)                       | 66 334 (+0 %)                       |
| 7 novembre 2020 | 1 794†                              |                                     | 69 543 (+5 %)                       | 69 543 (+5 %)                       |
| 8 novembre 2020 | 1 873†                              |                                     | 71 119 (+2 %)                       | 71 119 (+2 %)                       |
| 9 novembre 2020 | 1 920†                              |                                     | 71 569 (+1 %)                       | 71 569 (+1 %)                       |
| 10 novembre 2020 | 2 006†                              |                                     | 72 993 (+2 %)                       | 72 993 (+2 %)                       |
| 11 novembre 2020 | 2 100†                              |                                     | 74 522 (+2 %)                       | 74 522 (+2 %)                       |
| 12 novembre 2020 | 2 151†                              |                                     | 76 106 (+2 %)                       | 76 106 (+2 %)                       |
| 13 novembre 2020 | 2 209†                              |                                     | 77 668 (+2 %)                       | 77 668 (+2 %)                       |
| 14 novembre 2020 | 2 279†                              |                                     | 79 339 (+2 %)                       | 79 339 (+2 %)                       |
| 15 novembre 2020 | 2 345†                              |                                     | 80 404 (+1 %)                       | 80 404 (+1 %)                       |
| 16 novembre 2020 | 2 396†                              |                                     | 81 003 (+1 %)                       | 81 003 (+1 %)                       |
| 17 novembre 2020 | 2 445†                              |                                     | 81 723 (+1 %)                       | 81 723 (+1 %)                       |
| 18 novembre 2020 | 2 541†                              |                                     | 83 772 (+3 %)                       | 83 772 (+3 %)                       |
| 19 novembre 2020 | 2 541†                              |                                     | 83 772 (+0 %)                       | 83 772 (+0 %)                       |
| 20 novembre 2020 | 2 684†                              |                                     | 86 265 (+3 %)                       | 86 265 (+3 %)                       |
| 21 novembre 2020 | 2 752†                              |                                     | 87 471 (+1 %)                       | 87 471 (+1 %)                       |
| 22 novembre 2020 | 2 821†                              |                                     | 88 711 (+1 %)                       | 88 711 (+1 %)                       |
| 23 novembre 2020 | 2 862†                              |                                     | 89 196 (+1 %)                       | 89 196 (+1 %)                       |
| 24 novembre 2020 | 2 935†                              |                                     | 90 213 (+1 %)                       | 90 213 (+1 %)                       |
| 25 novembre 2020 | 2 983†                              |                                     | 91 307 (+1 %)                       | 91 307 (+1 %)                       |
| 26 novembre 2020 | 3 034†                              |                                     | 92 475 (+1 %)                       | 92 475 (+1 %)                       |
| 27 novembre 2020 | 3 106†                              |                                     | 93 770 (+1 %)                       | 93 770 (+1 %)                       |
| 28 novembre 2020 | 3 153†                              |                                     | 94 980 (+1 %)                       | 94 980 (+1 %)                       |
| 29 novembre 2020 | 3 219†                              |                                     | 96 251 (+1 %)                       | 96 251 (+1 %)                       |
| 30 novembre 2020 | 3 260†                              |                                     | 96 769 (+1 %)                       | 96 769 (+1 %)                       |
| 1er décembre 2020 | 3 260†                              |                                     | 96 769 (+0 %)                       | 96 769 (+0 %)                       |
| 2 décembre 2020 | 3 359†                              |                                     | 99 280 (+3 %)                       | 99 280 (+3 %)                       |
| 3 décembre 2020 | 3 359†                              |                                     | 99 280 (+0 %)                       | 99 280 (+0 %)                       |
| 4 décembre 2020 | 3 481†                              |                                     | 101 900 (+3 %)                      | 101 900 (+3 %)                      |
| 5 décembre 2020 | 3 526†                              |                                     | 102 991 (+1 %)                      | 102 991 (+1 %)                      |
| 6 décembre 2020 | 3 561†                              |                                     | 104 002 (+1 %)                      | 104 002 (+1 %)                      |
| 7 décembre 2020 | 3 596†                              |                                     | 104 329 (+0 %)                      | 104 329 (+0 %)                      |
| 8 décembre 2020 | 3 668†                              |                                     | 105 445 (+1 %)                      | 105 445 (+1 %)                      |
| 9 décembre 2020 | 3 717†                              |                                     | 106 856 (+1 %)                      | 106 856 (+1 %)                      |
| 10 décembre 2020 | 3 758†                              |                                     | 107 814 (+1 %)                      | 107 814 (+1 %)                      |
| 11 décembre 2020 | 3 801†                              |                                     | 109 104 (+1 %)                      | 109 104 (+1 %)                      |
| 12 décembre 2020 | 3 836†                              |                                     | 110 393 (+1 %)                      | 110 393 (+1 %)                      |
| 13 décembre 2020 | 3 894†                              |                                     | 111 361 (+1 %)                      | 111 361 (+1 %)                      |
| 14 décembre 2020 | 3 894†                              |                                     | 111 361 (+0 %)                      | 111 361 (+0 %)                      |
| 15 décembre 2020 | 3 956†                              |                                     | 113 241 (+2 %)                      | 113 241 (+2 %)                      |
| 16 décembre 2020 | 3 997†                              |                                     | 114 547 (+1 %)                      | 114 547 (+1 %)                      |
| 17 décembre 2020 | 4 032†                              |                                     | 115 966 (+1 %)                      | 115 966 (+1 %)                      |
| 18 décembre 2020 | 4 090†                              |                                     | 117 582 (+1 %)                      | 117 582 (+1 %)                      |
| 19 décembre 2020 | 4 126†                              |                                     | 119 151 (+1 %)                      | 119 151 (+1 %)                      |
| 20 décembre 2020 | 4 158†                              |                                     | 120 687 (+1 %)                      | 120 687 (+1 %)                      |
| 21 décembre 2020 | 4 199†                              |                                     | 121 718 (+1 %)                      | 121 718 (+1 %)                      |
| 22 décembre 2020 | 4 237†                              |                                     | 123 323 (+1 %)                      | 123 323 (+1 %)                      |
| 23 décembre 2020 | 4 275†                              |                                     | 125 000 (+1 %)                      | 125 000 (+1 %)                      |
| 24 décembre 2020 | 4 324†                              |                                     | 126 752 (+1 %)                      | 126 752 (+1 %)                      |
| 25 décembre 2020 | 4 385†                              |                                     | 128 578 (+1 %)                      | 128 578 (+1 %)                      |
| 26 décembre 2020 | 4 426†                              |                                     | 130 230 (+1 %)                      | 130 230 (+1 %)                      |
| 27 décembre 2020 | 4 466†                              |                                     | 131 592 (+1 %)                      | 131 592 (+1 %)                      |
| 28 décembre 2020 | 4 518†                              |                                     | 133 204 (+1 %)                      | 133 204 (+1 %)                      |
| 29 décembre 2020 | 4 570†                              |                                     | 134 802 (+1 %)                      | 134 802 (+1 %)                      |
| 30 décembre 2020 | 4 620†                              |                                     | 137 216 (+2 %)                      | 137 216 (+2 %)                      |
| 31 décembre 2020 | 4 676†                              |                                     | 139 140 (+1 %)                      | 139 140 (+1 %)                      |
| 1er janvier 2021 | 4 730†                              |                                     | 140 557 (+1 %)                      | 140 557 (+1 %)                      |
| 2 janvier 2021 | 4 765†                              |                                     | 141 979 (+1 %)                      | 141 979 (+1 %)                      |
| 3 janvier 2021 | 4 800†                              |                                     | 143 544 (+1 %)                      | 143 544 (+1 %)                      |
| 4 janvier 2021 | 4 862†                              |                                     | 144 796 (+1 %)                      | 144 796 (+1 %)                      |
| 5 janvier 2021 | 4 934†                              |                                     | 147 061 (+2 %)                      | 147 061 (+2 %)                      |
| 6 janvier 2021 | 5 004†                              |                                     | 149 881 (+2 %)                      | 149 881 (+2 %)                      |
| 7 janvier 2021 | 5 052†                              |                                     | 152 254 (+2 %)                      | 152 254 (+2 %)                      |
| 8 janvier 2021 | 5 108†                              |                                     | 154 903 (+2 %)                      | 154 903 (+2 %)                      |
| 9 janvier 2021 | 5 153†                              |                                     | 157 514 (+2 %)                      | 157 514 (+2 %)                      |
| 10 janvier 2021 | 5 215†                              |                                     | 159 276 (+1 %)                      | 159 276 (+1 %)                      |
| 11 janvier 2021 | 5 284†                              |                                     | 162 350 (+2 %)                      | 162 350 (+2 %)                      |
| 12 janvier 2021 | 5 343†                              |                                     | 164 936 (+2 %)                      | 164 936 (+2 %)                      |
| 13 janvier 2021 | 5 415†                              |                                     | 168 568 (+2 %)                      | 168 568 (+2 %)                      |
| 14 janvier 2021 | 5 478†                              |                                     | 170 895 (+1 %)                      | 170 895 (+1 %)                      |
| 15 janvier 2021 | 5 528†                              |                                     | 175 065 (+2 %)                      | 175 065 (+2 %)                      |
| 16 janvier 2021 | 5 616†                              |                                     | 177 231 (+1 %)                      | 177 231 (+1 %)                      |
| 17 janvier 2021 | 5 692†                              |                                     | 180 090 (+2 %)                      | 180 090 (+2 %)                      |
| 18 janvier 2021 | 5 750†                              |                                     | 181 885 (+1 %)                      | 181 885 (+1 %)                      |
| 19 janvier 2021 | 5 844†                              |                                     | 184 483 (+1 %)                      | 184 483 (+1 %)                      |
| 20 janvier 2021 | 5 921†                              |                                     | 188 373 (+2 %)                      | 188 373 (+2 %)                      |
| 21 janvier 2021 | 5 989†                              |                                     | 190 884 (+1 %)                      | 190 884 (+1 %)                      |
| 22 janvier 2021 | 6 092†                              |                                     | 193 273 (+1 %)                      | 193 273 (+1 %)                      |
| 23 janvier 2021 | 6 154†                              |                                     | 195 314 (+1 %)                      | 195 314 (+1 %)                      |
| 24 janvier 2021 | 6 234†                              |                                     | 197 373 (+1 %)                      | 197 373 (+1 %)                      |
| 25 janvier 2021 | 6 287†                              |                                     | 198 636 (+1 %)                      | 198 636 (+1 %)                      |
| 26 janvier 2021 | 6 370†                              |                                     | 200 662 (+1 %)                      | 200 662 (+1 %)                      |
| 27 janvier 2021 | 6 446†                              |                                     | 202 323 (+1 %)                      | 202 323 (+1 %)                      |
| 28 janvier 2021 | 6 508†                              |                                     | 204 351 (+1 %)                      | 204 351 (+1 %)                      |
| 29 janvier 2021 | 6 599†                              |                                     | 206 030 (+1 %)                      | 206 030 (+1 %)                      |
| 30 janvier 2021 | 6 680†                              |                                     | 207 468 (+1 %)                      | 207 468 (+1 %)                      |
| 31 janvier 2021 | 6 754†                              |                                     | 208 885 (+1 %)                      | 208 885 (+1 %)                      |
| 1er février 2021 | 6 802†                              |                                     | 210 045 (+1 %)                      | 210 045 (+1 %)                      |
| 2 février 2021 | 6 893†                              |                                     | 211 412 (+1 %)                      | 211 412 (+1 %)                      |
| 3 février 2021 | 6 980†                              |                                     | 212 679 (+1 %)                      | 212 679 (+1 %)                      |
| 4 février 2021 | 7 048†                              |                                     | 213 949 (+1 %)                      | 213 949 (+1 %)                      |
| 5 février 2021 | 7 099†                              |                                     | 215 112 (+1 %)                      | 215 112 (+1 %)                      |
| 6 février 2021 | 7 162†                              |                                     | 216 176 (+0 %)                      | 216 176 (+0 %)                      |
| 7 février 2021 | 7 214†                              |                                     | 217 086 (+0 %)                      | 217 086 (+0 %)                      |
| 8 février 2021 | 7 257†                              |                                     | 217 753 (+0 %)                      | 217 753 (+0 %)                      |
| 9 février 2021 | 7 332†                              |                                     | 218 564 (+0 %)                      | 218 564 (+0 %)                      |
| 10 février 2021 | 7 378†                              |                                     | 219 650 (+0 %)                      | 219 650 (+0 %)                      |
| 11 février 2021 | 7 429†                              |                                     | 220 478 (+0 %)                      | 220 478 (+0 %)                      |
| 12 février 2021 | 7 461†                              |                                     | 221 455 (+0 %)                      | 221 455 (+0 %)                      |
| 13 février 2021 | 7 508†                              |                                     | 222 504 (+0 %)                      | 222 504 (+0 %)                      |
| 14 février 2021 | 7 544†                              |                                     | 223 244 (+0 %)                      | 223 244 (+0 %)                      |
| 15 février 2021 | 7 575†                              |                                     | 223 549 (+0 %)                      | 223 549 (+0 %)                      |
| 16 février 2021 | 7 617†                              |                                     | 224 329 (+0 %)                      | 224 329 (+0 %)                      |
| 17 février 2021 | 7 651†                              |                                     | 225 116 (+0 %)                      | 225 116 (+0 %)                      |
| 18 février 2021 | 7 684†                              |                                     | 226 015 (+0 %)                      | 226 015 (+0 %)                      |
| 19 février 2021 | 7 719†                              |                                     | 226 740 (+0 %)                      | 226 740 (+0 %)                      |
| 20 février 2021 | 7 755†                              |                                     | 227 643 (+0 %)                      | 227 643 (+0 %)                      |
| 21 février 2021 | 7 793†                              |                                     | 228 362 (+0 %)                      | 228 362 (+0 %)                      |
| 22 février 2021 | 7 811†                              |                                     | 228 937 (+0 %)                      | 228 937 (+0 %)                      |
| 23 février 2021 | 7 843†                              |                                     | 229 781 (+0 %)                      | 229 781 (+0 %)                      |
| 24 février 2021 | 7 869†                              |                                     | 230 443 (+0 %)                      | 230 443 (+0 %)                      |
| 25 février 2021 | 7 911†                              |                                     | 231 298 (+0 %)                      | 231 298 (+0 %)                      |
| 26 février 2021 | 7 942†                              |                                     | 231 964 (+0 %)                      | 231 964 (+0 %)                      |
| 27 février 2021 | 7 974†                              |                                     | 232 615 (+0 %)                      | 232 615 (+0 %)                      |
| 28 février 2021 | 8 001†                              |                                     | 233 277 (+0 %)                      | 233 277 (+0 %)                      |
| 1er mars 2021 | 8 022†                              |                                     | 233 669 (+0 %)                      | 233 669 (+0 %)                      |
| 2 mars 2021 | 8 047†                              |                                     | 234 231 (+0 %)                      | 234 231 (+0 %)                      |
| 3 mars 2021 | 8 074†                              |                                     | 235 008 (+0 %)                      | 235 008 (+0 %)                      |
| 4 mars 2021 | 8 106†                              |                                     | 235 643 (+0 %)                      | 235 643 (+0 %)                      |
| 5 mars 2021 | 8 130†                              |                                     | 236 356 (+0 %)                      | 236 356 (+0 %)                      |
| 6 mars 2021 | 8 167†                              |                                     | 237 028 (+0 %)                      | 237 028 (+0 %)                      |
| 7 mars 2021 | 8 201†                              |                                     | 237 704 (+0 %)                      | 237 704 (+0 %)                      |
| 8 mars 2021 | 8 225†                              |                                     | 238 017 (+0 %)                      | 238 017 (+0 %)                      |
| 9 mars 2021 | 8 268†                              |                                     | 238 613 (+0 %)                      | 238 613 (+0 %)                      |
| 10 mars 2021 | 8 292†                              |                                     | 239 368 (+0 %)                      | 239 368 (+0 %)                      |
| 11 mars 2021 | 8 313†                              |                                     | 239 977 (+0 %)                      | 239 977 (+0 %)                      |
| 12 mars 2021 | 8 329†                              |                                     | 240 617 (+0 %)                      | 240 617 (+0 %)                      |
| 13 mars 2021 | 8 359†                              |                                     | 241 257 (+0 %)                      | 241 257 (+0 %)                      |
| 14 mars 2021 | 8 389†                              |                                     | 241 834 (+0 %)                      | 241 834 (+0 %)                      |
| 15 mars 2021 | 8 404†                              |                                     | 242 124 (+0 %)                      | 242 124 (+0 %)                      |
| 16 mars 2021 | 8 429†                              |                                     | 242 673 (+0 %)                      | 242 673 (+0 %)                      |
| 17 mars 2021 | 8 463†                              |                                     | 243 439 (+0 %)                      | 243 439 (+0 %)                      |
| 18 mars 2021 | 8 490†                              |                                     | 243 935 (+0 %)                      | 243 935 (+0 %)                      |
| 19 mars 2021 | 8 506†                              |                                     | 244 776 (+0 %)                      | 244 776 (+0 %)                      |
| 20 mars 2021 | 8 526†                              |                                     | 245 405 (+0 %)                      | 245 405 (+0 %)                      |
| 21 mars 2021 | 8 546†                              |                                     | 245 706 (+0 %)                      | 245 706 (+0 %)                      |
| 22 mars 2021 | 8 569†                              |                                     | 245 923 (+0 %)                      | 245 923 (+0 %)                      |
| 23 mars 2021 | 8 610†                              |                                     | 246 507 (+0 %)                      | 246 507 (+0 %)                      |
| 24 mars 2021 | 8 637†                              |                                     | 247 254 (+0 %)                      | 247 254 (+0 %)                      |
| 25 mars 2021 | 8 663†                              |                                     | 248 037 (+0 %)                      | 248 037 (+0 %)                      |
| 26 mars 2021 | 8 684†                              |                                     | 248 782 (+0 %)                      | 248 782 (+0 %)                      |
| 27 mars 2021 | 8 705†                              |                                     | 249 703 (+0 %)                      | 249 703 (+0 %)                      |
| 28 mars 2021 | 8 735†                              |                                     | 250 565 (+0 %)                      | 250 565 (+0 %)                      |
| 29 mars 2021 | 8 760†                              |                                     | 251 169 (+0 %)                      | 251 169 (+0 %)                      |
| 30 mars 2021 | 8 788†                              |                                     | 252 171 (+0 %)                      | 252 171 (+0 %)                      |
| 31 mars 2021 | 8 812†                              |                                     | 254 018 (+1 %)                      | 254 018 (+1 %)                      |
| Sources: - Ministère de la Santé - Informations officielles : covid-19.tn |                                     |                                     |                                     |                                     |

Le premier cas de contamination est constaté le 2 mars 2020 avec un Tunisien rentré d'Italie.
Le 9 mars, on annonce l'enregistrement de trois nouveaux cas de contamination. Le 10 mars, un sixième cas est enregistré puis un septième le lendemain, avec un patient revenant d'Égypte.
Le 12 mars, le nombre de personnes touchées passe à treize. Le 13 mars, on annonce un bilan de seize cas et un passage au niveau 3. Le 14 mars, deux cas supplémentaires sont enregistrés et 4 617 personnes ont été placées en auto-isolement. Le 15 mars, vingt cas sont recensés dont huit âgés de 31 à 45 ans.
Le 16 mars, quatre nouveaux cas sont enregistrés. Le 17 mars, un 25e cas est enregistré. Le 17 mars, le bilan s'élève à 29 cas enregistrés et le premier patient guéri. Le 18 mars, le nombre de cas monte à 39 et un premier décès est enregistré à Sousse (s'est produit le 18 mars), celui d'une femme âgée qui a été récemment en Turquie. Le 19 mars, le nombre de cas monte à 54, puis à 60 le 20 mars, à 75 le 21 mars, à 89 le 22 mars, à 114 le 23 mars, à 173 le 24 mars, à 197 le 25 mars, à 278 le 27 mars, à 312 le 28 mars, à 362 le 29 mars, à 394 le 30 mars, à 423 le 31 mars, à 455 le 1er avril, à 495 le 2 avril, à 553 le 3 avril, à 574 le 4 avril, à 596 le 5 avril, à 623 le 6 avril, à 628 le 7 avril, à 643 le 8 avril, à 671 le 9 avril, à 685 le 10 avril, à 707 le 11 avril, à 726 le 12 avril, à 747 le 13 avril, à 780 le 14 avril, à 822 le 15 avril, à 864 le 16 avril, à 866 le 17 avril, à 879 le 18 avril, à 884 le 19 avril, à 901 le 20 avril, à 909 le 21 avril, à 918 le 22 avril, à 922 le 23 avril, à 939 le 24 avril, à 949 le 25 avril, à 967 le 26 avril, à 975 le 27 avril, à 980 le 28 avril, à 994 le 29 avril, à 998 le 30 avril, à 1 009 le 1er mai, à 1 013 le 2 mai, à 1 018 le 3 mai, à 1 022 le 4 mai, à 1 025 le 5 mai, à 1 026 le 6 mai, à 1 030 le 7 mai, à 1 032 entre le 8 mai et le 13 mai, à 1 035 le 14 mai, à 1 037 les 15 et 16 mai, à 1 043 le 17 mai à 1 044 le 17 mai, à 1 045 le 18 mai, à 1 046 le 19 mai, à 1 048 entre le 20 mai et le 23 mai, à 1 051 entre le 25 mai et le 27 mai, à 1 068 28 mai, à 1 071 le 29 mai, à 1 076 le 30 mai, à 1 077 le 31 mai, à 1 084 le 1er juin, à 1 086 le 2 juin, à 1 087 entre le 3 juin et le 11 juin, à 1 093 le 12 juin, à 1 094 le 13 juin, à 1 096 le 14 juin, à 1 110 le 15 juin, à 1 125 le 16 juin, à 1 128 le 17 juin, à 1 132 le 18 juin, à 1 146 le 19 juin, à 1 156 le 20 juin, à 1 157 le 21 juin à 1 157 les 22 juin et 23 juin, à 1 160 le 24 juin, à 1 162 le 25 juin, à 1 164 le 26 juin, à 1 168 le 27 juin, à 1 169 le 28 juin, à 1 172 le 29 juin, à 1 174 le 30 juin, à 1 178 le 1er juillet, à 1 178 le 2 juillet, à 1 181 le 3 juillet, à 1 186 le 4 juillet, à 1 188 le 5 juillet, à 1 199 le 6 juillet, à 1 205 le 7 juillet, à 1 221 le 8 juillet, à 1 231 le 9 juillet, à 1 240 le 10 juillet, à 1 245 le 11 juillet, à 1 263 le 12 juillet, à 1 302 le 13 juillet, à 1 306 le 14 juillet, à 1 319 le 15 juillet, à 1 327 le 16 juillet, à 1 336 le 17 juillet, à 1 374 le 19 juillet, à 1 455 le 27 juillet 2020, à 1 488 le 29 juillet 2020, à 1 552 le 1er août 2020, à 1 561 le 2 août 2020, à 1 565 le 3 août 2020, à 1 584 le 4 août 2020, à 1 601 le 5 août 2020, à 1 642 le 6 août 2020, à 1 656 le 7 août 2020, à 1 738 le 11 août 2020, à 1 780 le 12 août 2020, à 1 847 le 13 août 2020, à 1 903 le 14 août 2020, à 2 023 le 15 août 2020, à 1 207 le 16 août 2020, à 2 185 le 17 août 2020, à 2 314 le 18 août 2020, à 2 427 le 19 août 2020, à 2 543 le 20 août 2020, à 2 607 le 21 août 2020, à 2 738 le 22 août 2020, à 2 818 le 23 août 2020, à 2 893 le 24 août 2020, à 3 069 le 25 août 2020, à 3 206 le 26 août 2020, à 3 323 le 27 août 2020, à 3 461 le 28 août 2020, à 3 572 le 29 aout 2020, à 3 685 le 30 août 2020, à 3 803 le 31 août 2020, à 3 963 le 2 septembre 2020, à 4 196 cas le 3 septembre 2020, à 5 124 le 7 septembre 2020, à 7 382 le 13 septembre 2020, à 7 623 le 14 septembre 2020, à 9 110 le 17 septembre 2020, à 9 736 le 18 septembre 2020, à 10 732 le 19 septembre 2020, à 11 260 le 20 septembre 2020, à 12 479 le 21 septembre 2020, à 13 305 le 22 septembre 2020, à 16 114 le 26 septembre 2020, à 17 405 le 28 septembre 2020, à 18 413 le 29 septembre 2020, à 19 721 le 30 septembre 2020, à 20 944 le 1er octobre 2020, à 22 230 le 3 octobre 2020, à 24 542 le 5 octobre 2020, à 26 899 le 7 octobre 2020, à 31 259 le 9 octobre 2020, à 34 790 le 13 octobre 2020, à 40 542 le 16 octobre 2020, à 45 892 le 21 octobre 2020, à 52 399 le 25 octobre 2020, à 54 278 le 27 octobre 2020, à 58 029 le 30 octobre 2020, à 71 569 le 8 novembre 2020, à 83 772 le 17 novembre 2020, à 159 276 le 10 janvier 2021, à 233 669 le 28 février 2021, à 260 044 le 3 avril 2021, à 294 138 le 21 avril 2021, à 309 119 le 30 avril 2021, à 345 474 le 31 mai 2021, à 420 103 le 30 juin 2021, à 555 997 le 20 juillet 2021, à 664 034 le 31 août 2021, à 707 190 le 30 septembre 2021, à 712 776 le 31 octobre 2021, à 717 710 le 30 novembre 2021, à 727 843 le 31 décembre 2021, à 907 239 le 31 janvier 2022, à 998 230 le 28 février 2022, à 1 037 358 le 31 mars 2022, à 1 040 712 le 30 avril 2022, à 1 042 872 le 31 mai 2022, à 1 066 127 le 30 juin 2022, à 1 134 660 le 31 juillet 2022, à 1 143 862 le 31 août 2022, à 1 145 686 le 30 septembre 2022, à 1 146 593 le 30 octobre 2022, à 1 147 645 le 31 décembre 2022, à 1 150 356 le 31 janvier 2023 et à 1 150 962 le 28 février 2023.

### Étendue géographique
Le ministre de la Santé annonce le 23 mars 2020 l'identification de quatre foyers de contamination par le coronavirus dans le pays (Djerba, La Marsa, Les Berges du Lac et La Soukra), causés par une série de contamination horizontale dans ces zones. Le 12 avril 2020, un cinquième foyer est identifié dans le gouvernorat de Gafsa. Le 14 avril 2020, un sixième foyer est identifié dans le gouvernorat de Sfax. Le 2 août 2020, un septième foyer est identifié à l'aéroport de Tunis-Carthage. Deux jours plus tard, un huitième foyer est identifié à Kairouan. Le 25 août 2020, un septième foyer est identifié dans une usine de Ben Arous.
À compter du 18 avril 2020, l'ensemble des 24 gouvernorats sont touchés.
À partir du 23 mai, le gouvernorat de Kébili devient l'épicentre du coronavirus en Tunisie après l'apparition de plusieurs cas locaux, devançant ainsi le gouvernorat de Tunis.
À partir du 16 août, le gouvernorat de Gabès devient l'épicentre de la pandémie après l'apparition de plusieurs cas dans la ville d'El Hamma, devançant ainsi le gouvernorat de Kébili.

## Campagne de vaccination
La campagne de vaccination est officiellement lancée le 13 mars 2021 au centre de vaccination d'El Menzah à Tunis. Les infirmiers, les médecins et les réanimateurs dans des services Covid-19 sont les premiers à recevoir leur première dose de vaccin,.
Après avoir reçu plus de six millions de doses, la Tunisie organis des journées nationales de vaccinations massives afin d'augmenter rapidement les taux de vaccination.
Une première journée est organisée le 7 août 2021 : quelque 500 000 personnes reçoivent une dose, soit plus de 4,2 % de la population.
La deuxième journée a lieu le 15 août 2021, avec des chiffres similaires à la première.
D'autres journées se succèdent ensuite, dont une organisée pour les cadres et personnels de l'éducation publique et privée.

## Conséquences économiques
Le 18 mars, le président de la Bourse de Tunis, Mourad Ben Chaabane, annonce une chute de 14,2 % de l'indice boursier. Le 21 mars, l'indice-phare de la Bourse de Tunis termine en chute de 7,3 % à 6 138,82 points.
Selon la Banque centrale de Tunis, les pertes du secteur du tourisme dépassent les 4 milliards de dinars tunisiens.
Le ministre des Finances, Nizar Yaïche, indique que 2 390 entreprises sont touchées par la crise de la Covid-19.
Le 20 mai, le ministre du Tourisme, Mohamed Ali Toumi annonce qu'une ligne de crédit de 500 millions de dinars est mise en place afin de permettre aux établissements hôteliers de payer les salaires de leurs employés. Le même jour, Elyes Fakhfakh annonce à la Télévision tunisienne 1 un plan de relance économique.
Selon une étude, 430 000 emplois ont été perdus temporairement durant la crise du coronavirus. Selon cette même étude, la crise devrait entraîner une baisse du PIB tunisien de 46,4 % durant le deuxième trimestre 2020.
La détérioration de la situation économique a également pour conséquence l'augmentation de la migration clandestine : 7 890 migrants irréguliers tunisiens auraient atteint les côtes italiennes de janvier à fin août 2020, contre 1 347 au cours de la même période en 2019. Les conflits sociaux concernant l'accès à l'eau, à l'emploi, et au sujet du versement des salaires se multiplient.
L'impact de la pandémie sur les finances publiques est estimé à cinq milliards de dinars tunisiens selon Nizar Yaïche.